# Byblis gaimardii
Byblis gaimardii är en kräftdjursart som först beskrevs av Henrik Nikolai Krøyer 1846.  Byblis gaimardii ingår i släktet Byblis, och familjen Ampeliscidae. Arten är reproducerande i Sverige.